# Iver Huitfeldt
Iver Huitfeldt, född 5 december 1665, död 4 oktober 1710, var en dansk-norsk sjömilitär.

## Biografi
Huitfeldt blev efter flerårig främmande sjötjänst 1690 kapten i danska marinen. Han gjorde sig känd som en nitisk dugande officer och var vid krigsutbrottet 1709 kommendör. Sin egentliga berömmelse vann han genom sin död. Under slaget vid Köge bukt 1710 råkade Huitfeldts fartyg i brand. Genom att ankra under fiendes eld offrade Huitfeldt sitt skepp, som sprang i luften med hela sin besättning, men räddade den danska flottan, som annars troligen skulle ha lidit stora förluster.